# Horní Lhota u Luhačovic
Horní Lhota ist eine Gemeinde im Zlínský kraj in Tschechien. Sie liegt im Süden der Mährischen Walachei bei Luhačovice.

## Geschichte
Namen in deutscher Sprache waren Ober-Lhota (1869, 1880, 1939) und Oberlhotta (1900, 1910). Ab 1964 wurde es mit der Nachbargemeinde Dolní Lhota u Luhačovic zur Lhota u Luhačovic vereinigt.

## Sehenswürdigkeiten
- Burgruine Engelsberg, auch Sehradice genannt, ca. 1,5 km von Horní Lhota entfernt. Erhalten sind diverse Fundamente und Mauerreste, der Grundriss der Burg kann anhand des Landschaftsreliefs nachvollzogen werden. Bis in die 1820er Jahre herrschte Unklarheit über die tatsächliche Lage der ehemaligen Befestigung, man vermutete sie bei Slavičín oder Sehradice. Alternativ gebräuchliche Bezeichnungen sind Sehrad und Tetov.[3]
- Dionysius-Kirche aus dem Jahr 1746
- Wassermühlen
- Bildstock
- Kreuz